# كلارك جرايبنر
كلارك جرايبنر (بالإنجليزية: Clark Graebner)‏ مواليد 4 نوفمبر 1943 في كليفلاند، هو لاعب كرة مضرب أمريكي سابق بدأ مسيرته كمحترف سنة 1968 وكان يلعب باليد اليمنى، اعتزل اللعب في 1976. كما أنه أحد أبطال الجراند سلام. أعلى تصنيف له في الفردي كان المركز الـ 7 في سنة 1968.

## روابط خارجية
- كلارك جرايبنر على موقع رابطة محترفي التنس (الإنجليزية)
- كلارك جرايبنر على موقع الاتحاد الدولي لكرة المضرب (الإنجليزية)
- كلارك جرايبنر على موقع كأس ديفيز (الإنجليزية)
- كلارك جرايبنر على موقع خلاصة التنس.كوم (الإنجليزية)